# Cyclophora venata
Cyclophora venata là một loài bướm đêm trong họ Geometridae.